# 앤드루 랭
앤드루 랭 (Andrew Lang, 1844년 3월 31일 ~ 1912년 7월 20일)은 스코틀랜드의 시인, 소설가, 문학 평론가, 인류학 분야의 공헌자이다.

## 작품
- 《The Blue Fairy Book》... (1899년)
- 《The Lilac Fairy Book》... (1910년)